# Vittorio Meano
Vittorio Meano o Víctor Meano (1860, Susa, Italia - 1 de junio de 1904, Buenos Aires, Argentina) fue un arquitecto italiano nacido en la ciudad de Susa, a 53 km de Turín, quien desarrolló su actividad profesional en la zona del Río de la Plata.

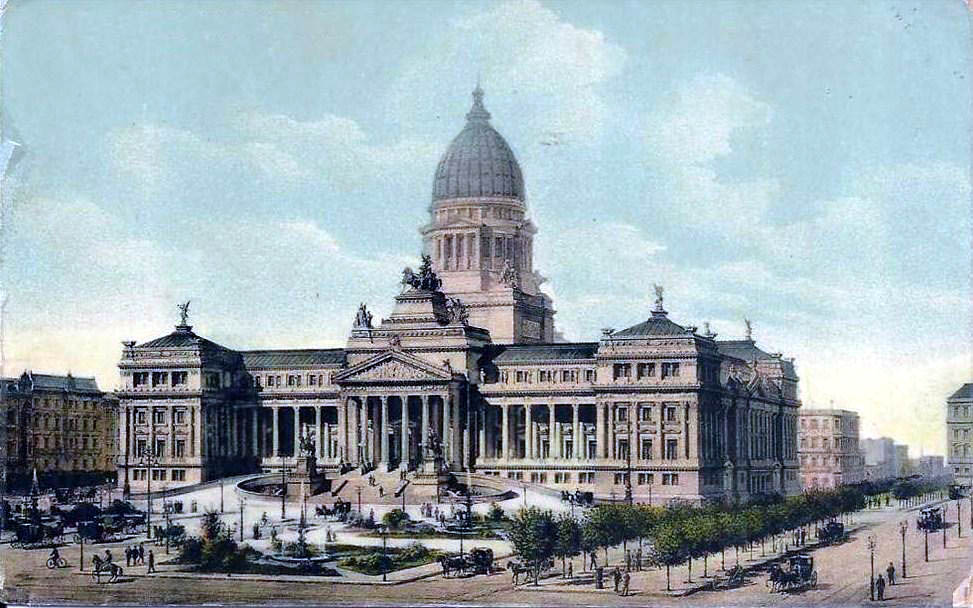
Proyecto de Meano para el Congreso Nacional. (1896)

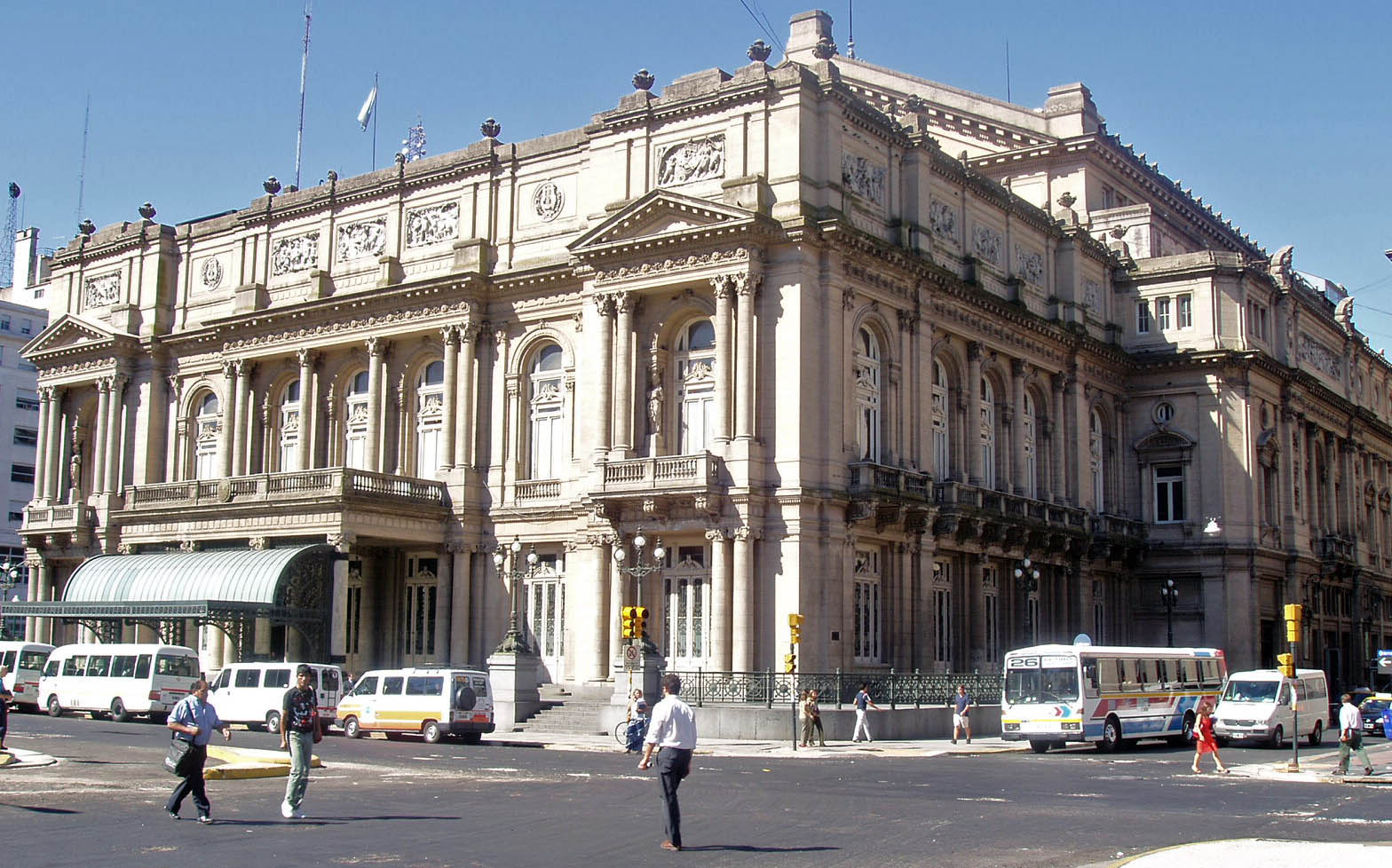
Teatro Colón, obra de Tamburini, Meano y Dormal.

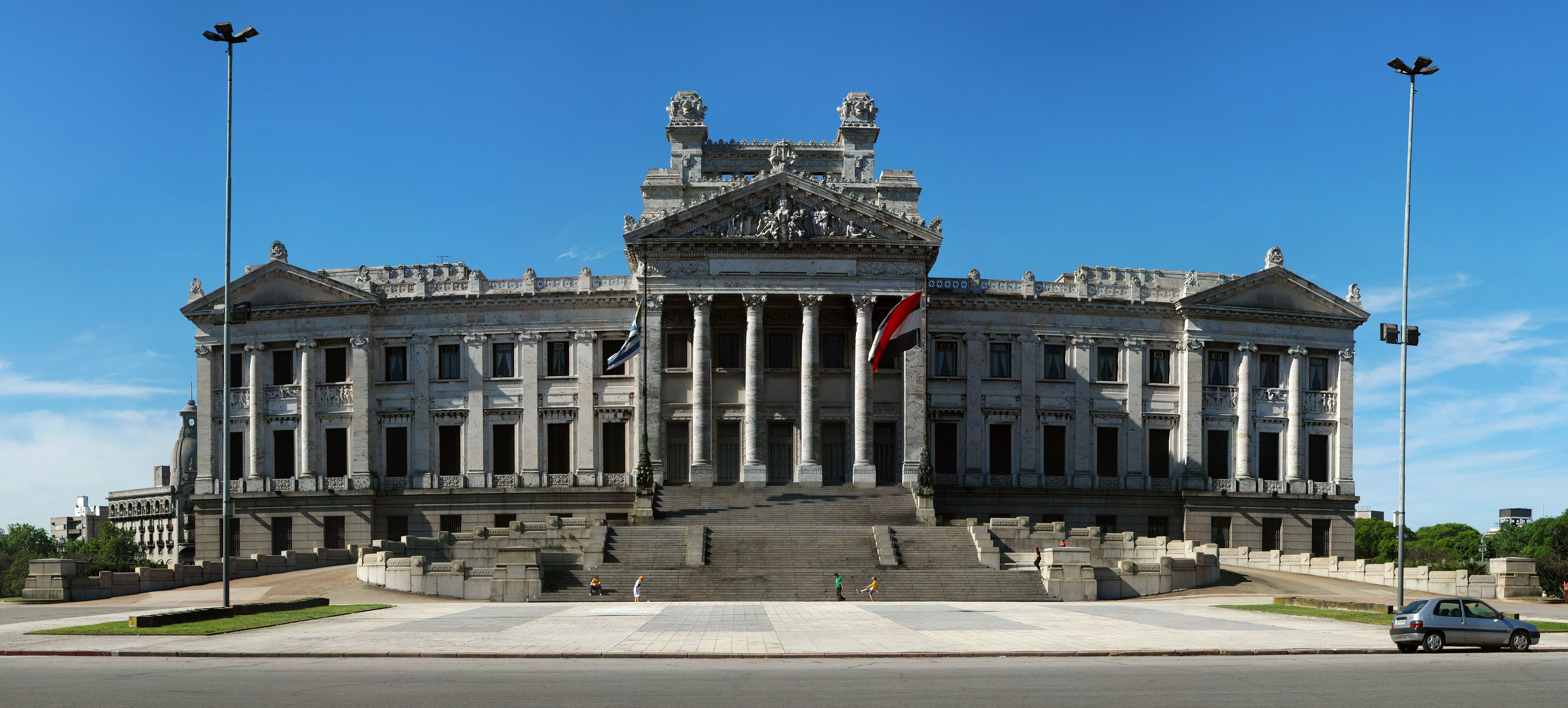
Palacio Legislativo de Uruguay.

Su formación académica comienza en 1878, cuando se gradúa de geómetra en el Instituto de Pinerolo, y se cree que luego comenzó sus estudios de arquitectura en la Academia Albertina de Turín. En 1884 viaja a Buenos Aires, para integrarse al estudio de Francesco Tamburini, quien tenía la concesión de varias obras públicas entre las que se encontraban la ampliación y reforma de la Casa Rosada.
En 1890 muere Tamburini, y Meano queda a cargo del proyecto del nuevo edificio del Teatro Colón, en el que seguiría los planteos dados por Tamburini.  
A principios del año 1895 fue convocado un concurso internacional a efectos de elegir el mejor proyecto para la construcción del nuevo edificio del Congreso de la Nación. El decreto correspondiente creó una Comisión, la cual quedó integrada el 20 de febrero de 1895 por Carlos Pellegrini, los senadores Rafael Igarzábal y Carlos Doncel y los diputados Francisco Alcobendas y Alfredo Demarchi. Ésta elaboró, entre el 22 de marzo de 1895 y el 1º de diciembre de 1896, diecinueve actas y en la quinta se hace constar que, como consultores, se nombra a tres arquitectos para “explicar verbalmente los planos” presentados al Concurso; y estos fueron Joaquín Mariano Belgrano, Juan Antonio Buschiazzo y Jacques Dunant. Tres meses después se aceptarían los planos nuevos presentados por Vittorio Meano, el arquitecto premiado.
También proyectaría la construcción del Palacio Legislativo, sede del Parlamento uruguayo, ubicado en la ciudad de Montevideo. 
Nunca vería completado ninguno de sus proyectos, ya que fue asesinado el 1 de junio de 1904 por el italiano Juan Passera, su ex mayordomo y presunto amante de su esposa, Luisa Meano.